# Alexander Graf

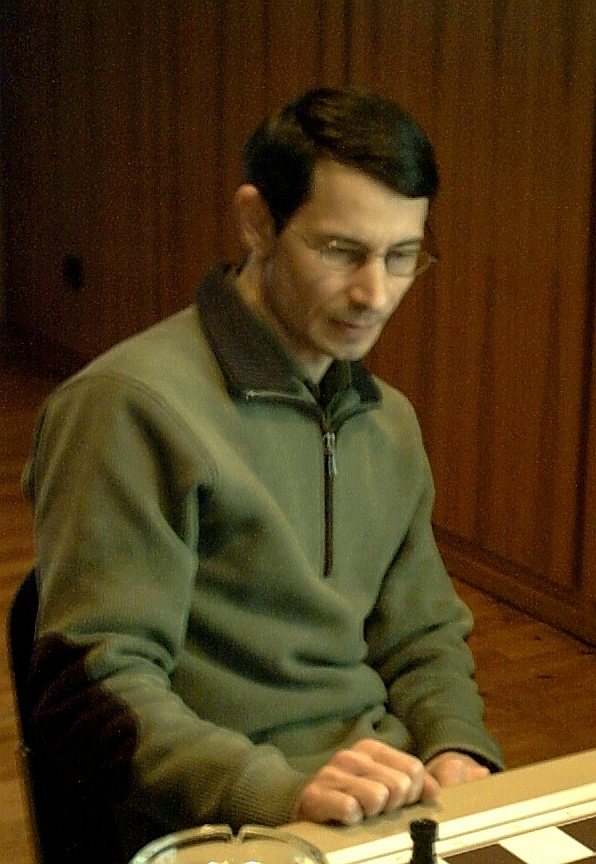
Alexander Graf

Alexander Graf, geboren als Alexander Nenashev, (Tasjkent, 25 augustus 1962) is een Oezbeeks-Duitse schaker. Hij is een grootmeester die zich in 2000 in Duitsland vestigde. In 1989 was hij kampioen van Oezbekistan, in 2004 was hij kampioen van Duitsland.

## Schaakcarrière
- In 1989 won hij het schaakkampioenschap van Oezbekistan.
- In 1991 nam hij in Moskou deel aan het kampioenschap van de Sovjet-Unie, en eindigde als vijfde.
- In 1992 behaalde hij de titel 'grootmeester'.[1]
- In 1996 won hij het Cappelle-la-Grande Open toernooi.

In 2000 emigreerde hij naar Duitsland en werd Duits staatsburger. In 2001 begon hij zijn vaders achternaam "Graf" te gebruiken.
- In 2000 won hij het 2e Dubai Open toernooi[4] en het 4e Open internationale kampioenschap van de Duitse deelstaat Beieren, gehouden in Bad Wiessee.[2]
- Bij het kampioenschap van Duitsland werd hij in 2000 en 2001 tweede.
- In 2001 werd in Bad Wiessee het 5e open Bavarian Masters verspeeld waaraan 512 schakers deelnamen. Graf eindigde met 7 punten als twaalfde.
- In 2003 werd hij derde op het Europees kampioenschap schaken, gehouden in Istanboel.[5]
- In februari 2004 won hij in Höckendorf met 7.5 pt. uit 9 het 75e Schaakkampioenschap van Duitsland.[6]
- In 2004 nam hij deel aan het Wereldkampioenschap schaken (FIDE) in Tripolis, en werd in ronde 2 uitgeschakeld.
- In december 2004 vond in Yucatán (Mexico) het 17e Carlos Torre Memorial plaats. Graf eindigde op de tweede plaats.
- In februari 2005 speelde Graf mee in het kampioenschap van Duitsland en eindigde daar met 6 uit 9 op de derde plaats.
- In 2011 won Graf voor de tweede keer in Bad Wiessee het open kampioenschap van Beieren, met 7.5 pt. uit 9.[7]

## Nationale teams
Graf nam met het Oezbeekse nationale team deel aan de Schaakolympiades van 1992 en 1994. In 1992 in Manilla werd hij met het team tweede en behaalde een individuele gouden medaille voor zijn resultaat aan bord 3.
Met het Oezbeekse team nam hij in 1993 deel aan het WK landenteams. Ook nam hij met het Oezbeekse team deel aan drie Aziatische teamkampioenschappen, waarbij het team kampioen werd in 1999 in Shenyang.
Met het Duitse team nam hij deel aan de Schaakolympiades van 2002, 2004 en 2006. Ook nam hij deel aan het WK landenteams 2001 in Jerevan, waar hij het beste individuele resultaat aan bord 3 behaalde. Ook speelde hij in 2003 en 2005 in het EK landenteams, waarbij hij in 2005 in Göteborg zowel de beste Elo-performance van alle spelers als het beste individuele resultaat aan het derde bord behaalde.

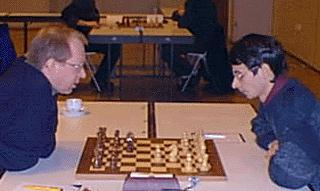
Murray Chandler en Alexander Graf (rechts), Schachbundesliga 2000 in Gelsenkirchen

## Schaakverenigingen
Graf speelde van 2000 tot 2007 in de Duitse bondscompetitie voor SG Porz, waarmee hij in 2004 kampioen van Duitsland werd. Van 2009 tot 2012 speelde hij, in de 2e klasse, voor SK König Plauen, in seizoen 2012/13 speelde hij bij USV Volksbank Halle. Sinds seizoen 2017/18 speelt hij voor SF Deizisau. 
In de Spaanse competitie speelde Graf van 2003 tot 2011 voor CA Marcote Mondariz, waarmee hij in 2003 en in 2010 kampioen werd.

## Overig
De voorouders van Alexander Graf komen uit Duitsland. Hij is gehuwd met de schaakster Rena Graf en heeft een zoon (geboren in 1989). 